# پاول کرکوم
پاول کرکوم (انگلیسی: Paul Corkum؛ زادهٔ ۳۰ اکتبر ۱۹۴۳) دانشمند در زمینه اهل کانادا است.
وی همچنین برندهٔ جوایزی همچون جایزه اینشتین در علوم لیزر، نشان زرین لومونسف، مدال پادشاهی، جایزه هاروی، مدال موسسه فیزیک اسحاق نیوتن و همکار انجمن سلطنتی شده‌است.